# Serhij Sobolew
Serhij Sobolew, ukr. Сергій Владиславович Соболєв (ur. 5 września 1961 w Zaporożu) – ukraiński polityk.

## Życiorys
W 1983 został absolwentem historii w zaporoskim instytucie pedagogicznym. W 1996 ukończył studia prawnicze na Uniwersytecie Kijowskim. W latach 80. odbył służbę wojskową, pracował potem w elektrowni i jako nauczyciel historii.
W latach 1990–1998 i ponownie w okresie 2002–2006 z listy krajowej Bloku Nasza Ukraina sprawował mandat posła do Rady Najwyższej. W I kadencji był przewodniczącej jednej z grup deputowanych. Współtworzył liberalną partię Reformy i Porządek, pełni funkcję jej wiceprzewodniczącego, stoi na czele struktur w obwodzie zaporoskim.
Od 1999 do 2001 pełnił funkcję doradcy premiera Wiktora Juszczenki. W 2005 od marca do września był prezydenckim przedstawicielem w parlamencie. W 2006 Serhij Sobolew nie uzyskał reelekcji. Rok później powrócił jednak do Rady Najwyższej w wyniku przedterminowych wyborów z ramienia Bloku Julii Tymoszenko, współtworzonego przez jego ugrupowanie.
W 2010 został przywódcą opozycji parlamentarnej oraz liderem partii Reformy i Porządek, w 2012 obronił mandat poselski z listy Batkiwszczyny. W 2013 przyłączył swoją partię do tego ugrupowania. Rok później oraz w 2019 ponownie wybierany do Rady Najwyższej.